# Michel Eugène Chevreul
Michel Eugéne Chevreul (Angers, 31 de agosto de 1786-París, 9 de abril de 1889) fue un químico francés, conocido principalmente por sus trabajos en la síntesis de ácidos grasos (fundamentales en los procesos de fabricación industrial de productos alimentarios como la margarina), y por sus aportaciones a la teoría de los colores.

## Vida y obra

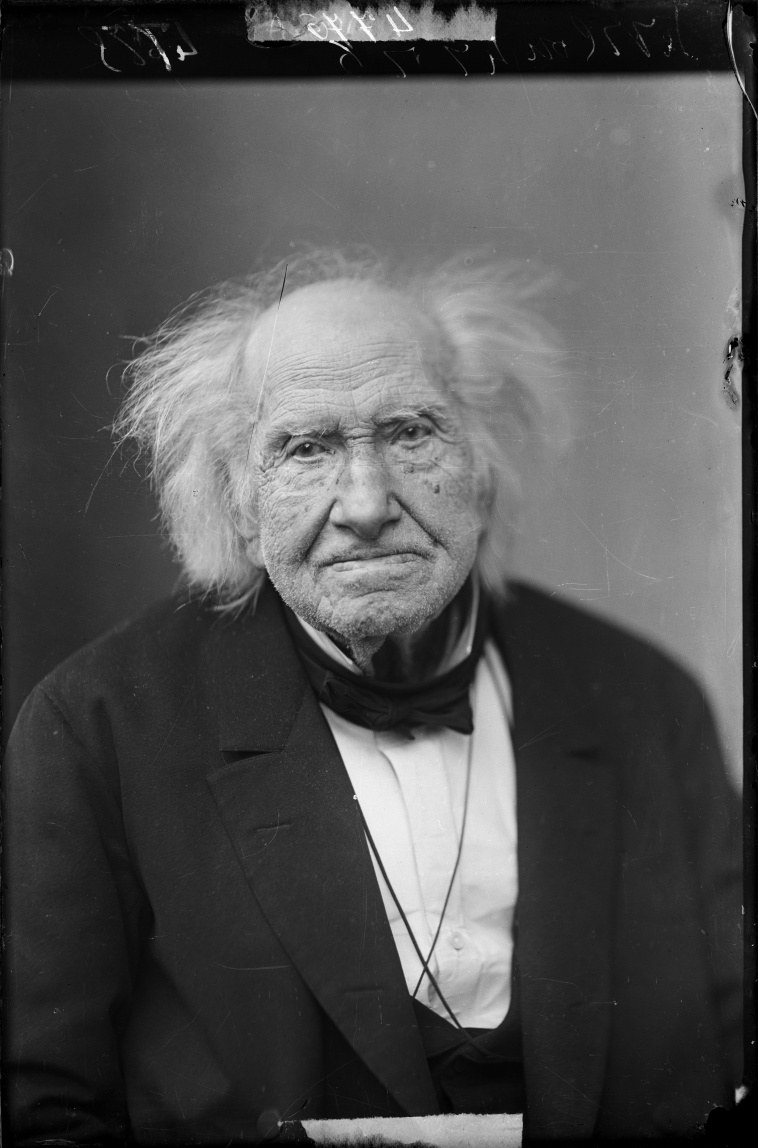
Chevreul con cien años, el 5 de septiembre de 1886, fotografiado por Félix Nadar.

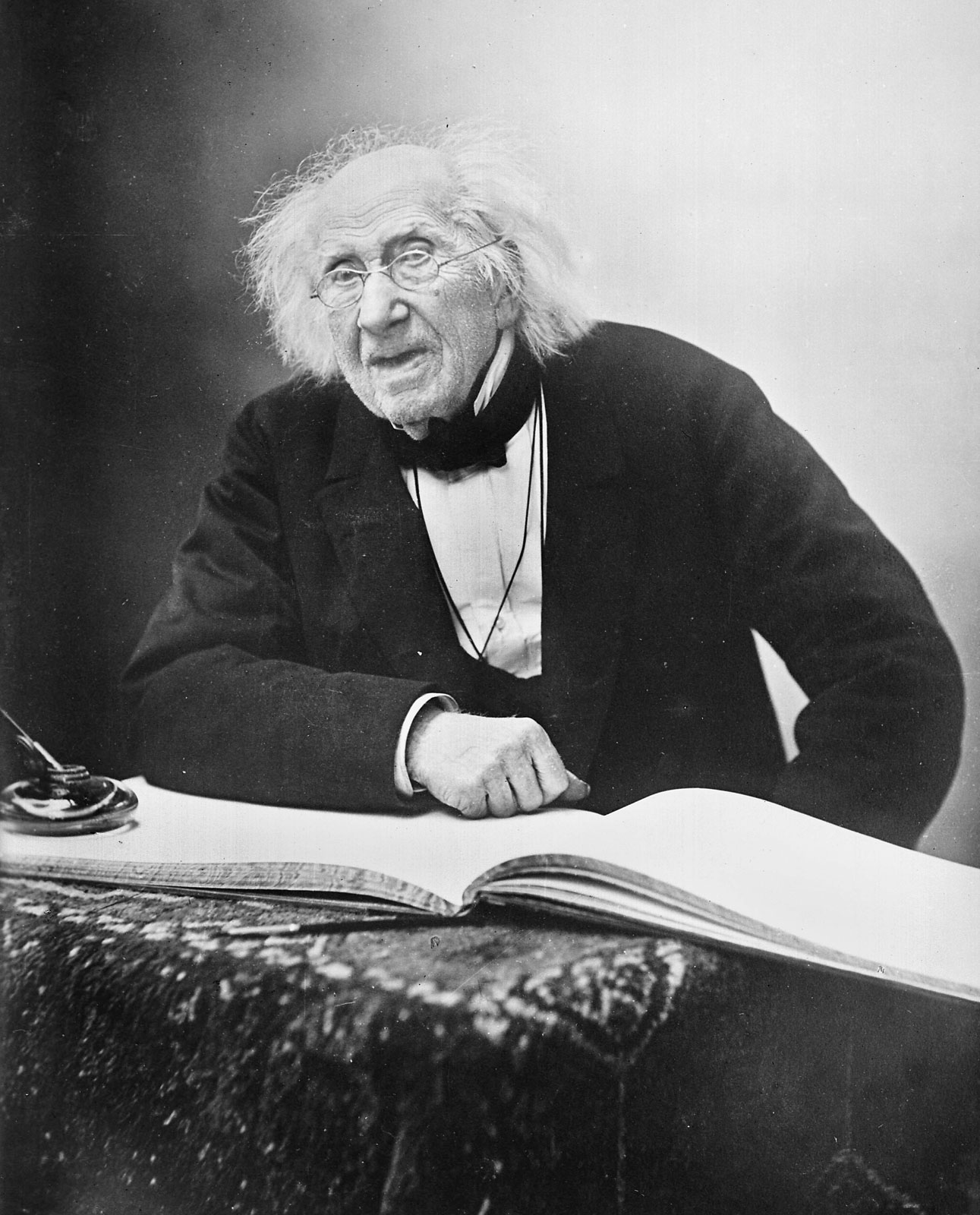
Chevreul ya con 101 años.

Chevreul fue profesor de Química Orgánica y director de tintorería en la manufactura de los Gobelinos. Más tarde (1864) director del Museo de Historia Natural de París. Investigó sobre los cuerpos grasos de origen animal y elaboró una teoría de la saponificación. Sus investigaciones sobre la composición de las grasas las aplicó en la fabricación de bujías y jabones. Fue también el descubridor del colesterol y de los ácidos esteárico y oléico. Entre sus obras deben destacarse Leçons de Chimie appliquée à la teinture y Des couleurs et de leurs applications aux arts industriels.
Pero sobre todo es más conocido por sus aportaciones a la  teoría del color, como la empírica ley del contraste simultáneo de los colores en la que se inspiraron los pintores neoimpresionistas. Fue distinguido con la Medalla Copley en 1857.
Su centenario, en 1886, fue celebrado como un evento nacional, y una medalla de oro fue cincelada para la ocasión. Félix Nadar hizo una serie de fotos que ilustraron una entrevista a Chevreul realizada por Paul Tournarchon, hijo de Nadar. Se publicó el 5 de septiembre de 1886 en Le Journal illustré, constituyendo el primer reportaje fotográfico de la historia. Chevreul recibió mensajes de felicitaciones de muchos monarcas y jefes de estados, entre ellos la reina Victoria.
Comenzó a estudiar los efectos del envejecimiento en el cuerpo humano poco antes de morir, a la edad de 102 años, el 9 de abril de 1889 en París, celebrándose funerales nacionales. En 1901 se le erigió una estatua en el interior del museo donde sirvió durante tantos años.

## Algunas publicaciones
- 1823, Recherches chimiques sur les corps gras d'origine animale
- 1839, De la loi du contraste simultané des couleurs et de l'assortiment des objets colorés considéré d'après cette loi dans ses rapports avec la peinture, les tapisseries des Gobelins, les tapisseries de Beauvais pour meubles, les tapis, la mosaïque, les vitraux colorés, l'impression des étoffes, l'imprimerie, l'enluminure, la décoration des édifices, l'habillement et l'horticulture
- 1850, Recherches expérimentales sur la peinture à l'huile, in « Mémoires de l'Académie des Sciences de l'Institut de France », tomo XXII, Paris, Gauthier-Villars
- 1854, De La baguette divinatoire, et des tables tournantes
- 1856, Lettres adressées à M. Villemain sur la méthode en général et sur la définition du mot fait, Paris Garnier Frères Libraires Éditeurs
- 1861, Exposé d'un moyen de définir et de nommer les couleurs d'après une méthode précise et expérimentale, avec l'application de ce moyen à la définition des couleurs d'un grand nombre de corps naturels et de produits artificiels, in « Mémoires de l'Académie des Sciences de l'Institut Impérial de France », tomo XXXIII, Paris, Firmin Didot
- 1879, Complément des études sur la vision des couleurs, in « Mémoires de l'Académie des Sciences de l'Institut de France », tomo XLI, segunda serie, Paris, Firmin Didot
- 1882, Mémoire sur la vision des couleurs matérielles en mouvement de rotation et des vitesses numériques de cercles dont une moitié diamétrale est colorée et l'autre blanche, vitesses correspondant à trois périodes de leur mouvement à partir de l'extrême vitesse jusqu'au repos.

## Reconocimientos
- Oficial de la Legión de Honor
- Miembro de Academia de Ciencias de Francia y de la Royal Society
- Medalla Copley (1857) y Medalla Albert (1873)
- Es uno de los 72 científicos cuyo nombre figura inscrito en la Torre Eiffel